# Bíňa
Bíňa és un poble i municipi d'Eslovàquia que es troba a la regió de Nitra, al sud-oest del país. El 2022 tenia una població estimada de 1.423 habitants.

## Demografia
| Godina             | 1994 | 2004   | 2014   | 2024   |
| ------------------ | ---- | ------ | ------ | ------ |
| Nombre de persones | 1439 | 1466   | 1468   | 1403   |
| Diferència         |      | +1,87% | +0,13% | −4,42% |

| Godina             | 2023 | 2024   |
| ------------------ | ---- | ------ |
| Nombre de persones | 1411 | 1403   |
| Diferència         |      | −0,56% |